# Adenoidectomia
Adenoidectomia é um procedimento cirúrgico responsável pela remoção do tecido linfoide localizado na parte superior da nasofaringe humana, conhecidas como adenóides ou tonsilas faríngeas.  Tal processo cirúrgico constituí-se como um dos processos mais realizados pelos médicos otorrinolaringologistas.  A tonsila faríngea é uma estrutura composta por múltiplos lóbulos  e devido a sua posição, quando encontra-se aumentada, pode obstruir as vias aéreas superiores, resultando em uma respiração bucal de forma a compensar a alteração das vias áreas, portanto, em alguns casos, a adenoidectomia é recomendada afim de remover a obstrução, normalizando a respiração nasal.  Vale salientar que o procedimento é indicado quando a hipertrofia da tonsila obstruí cerca de 80% a 90% da luz da nasofaringe. 
A primeira adenoidectomia foi realizada por Hans Wilhelm Meyer, em 1868, sendo que o procedimento envolvia a inserção de um instrumento criado por ele mesmo, nomeado como "cutting knife", através do nariz do paciente, alcançando a nasofaringe. Sendo assim, com o dedo inserido na boca do doente, controlava-se a extremidade afiada, de forma a pressionar os adenoides contra a mesma. Este procedimento era realizado sem anestesia, sendo que o paciente permanecia sentado em uma cadeira, com o pescoço em extensão. 
A hipertrofia das tonsilas faríngeas de forma isolada não é um critério suficiente para justificar a sua remoção, de forma que é necessária a combinação da sintomatologia clínica em conjunto com exames, como a radiografia lateral da nasofaringe. 
Indicação (quando a hipertrofia está documentada): 
- Quatro ou mais episódios de secreção nasal purulenta dentro de 12 meses, em crianças menores de 12 anos, sendo que pelo menos um dos episódios deve ser confirmado através de exames;
- Voz hiponasal;
- Respiração bucal crônica;
- Otite média serosa;
- Otite recorrente;
- Sinusite recorrente ou crônica;
- Problemas de oclusão dentária ou alterações no crescimento orofacial.
Contra indicação: Não há contra indição, exceto quando não se pode realizar a anestesia geral.
Podem ser consideradas contra indicações:
- Discrasia hemorrágica severa, que não possa ser controlada através de terapêutica pró-coagulante pré, intra ou pós-operatória;
- Paciente em risco de desenvolver insuficiência velofaríngea;
- Laxidão da articulação atlantoaxial.
Riscos: Como toda cirurgia, existem riscos, como:
- Sangramento;
- Infecção;
- Dor;
- Náuseas;
- Vômitos. 
No entanto, complicações graves são raras e a maioria dos pacientes se recupera bem.